# وصلة مشطوبة

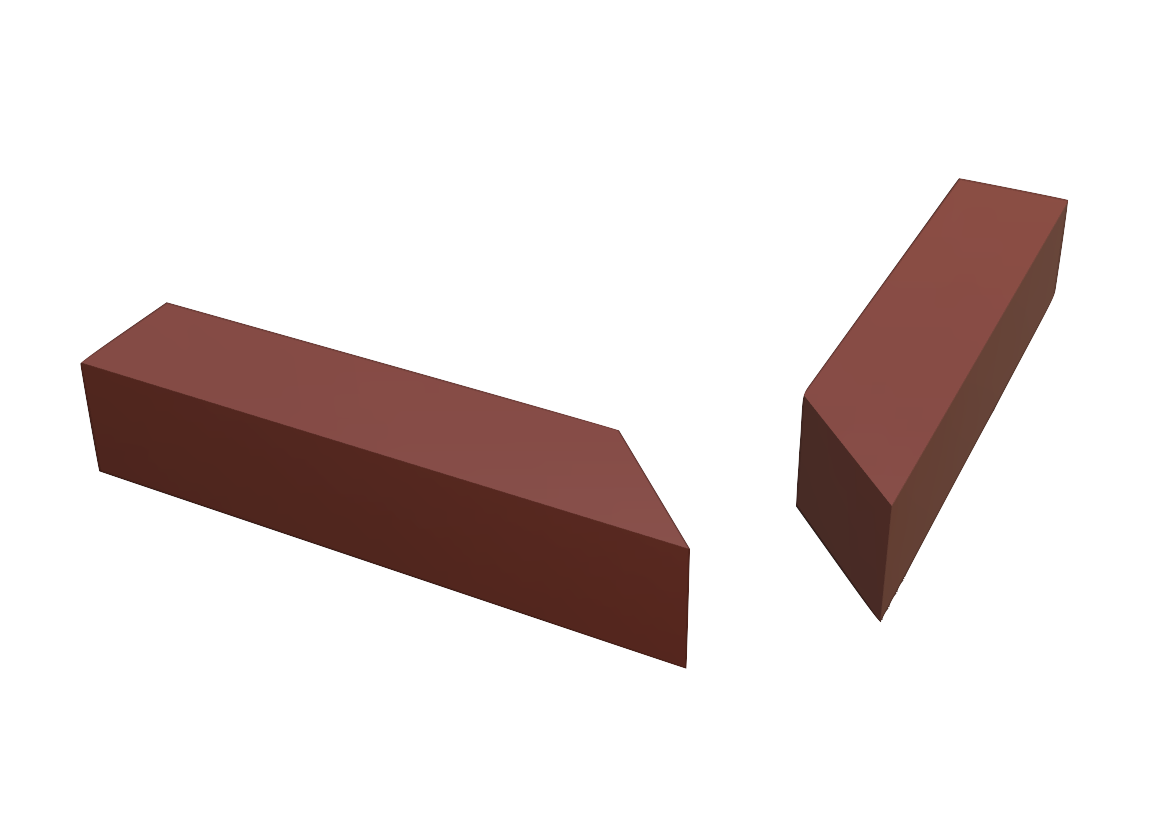
وصلة مشطوب بزاوية ٩٠ درجة (القطع جاهزة لتوصل)

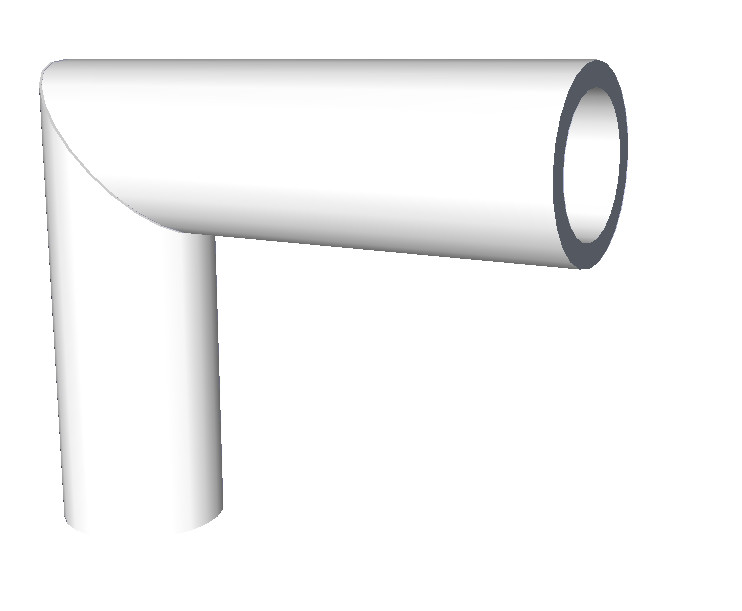
وصلة مشطوبة لأنبوبين

الوُصْلَة المشطوبة هو وصلة تُنشأ بقطع كلا الجزئين المراد وصلهما بزاوية 45 درجة عبر السطح الرئيس ليشكلا معًا زاوية قائمة عند وصلهما، وقد تختلف الزاوية. يطلق على القطع المائل على الجانب شَطْف.